# Elefante de la Bastilla

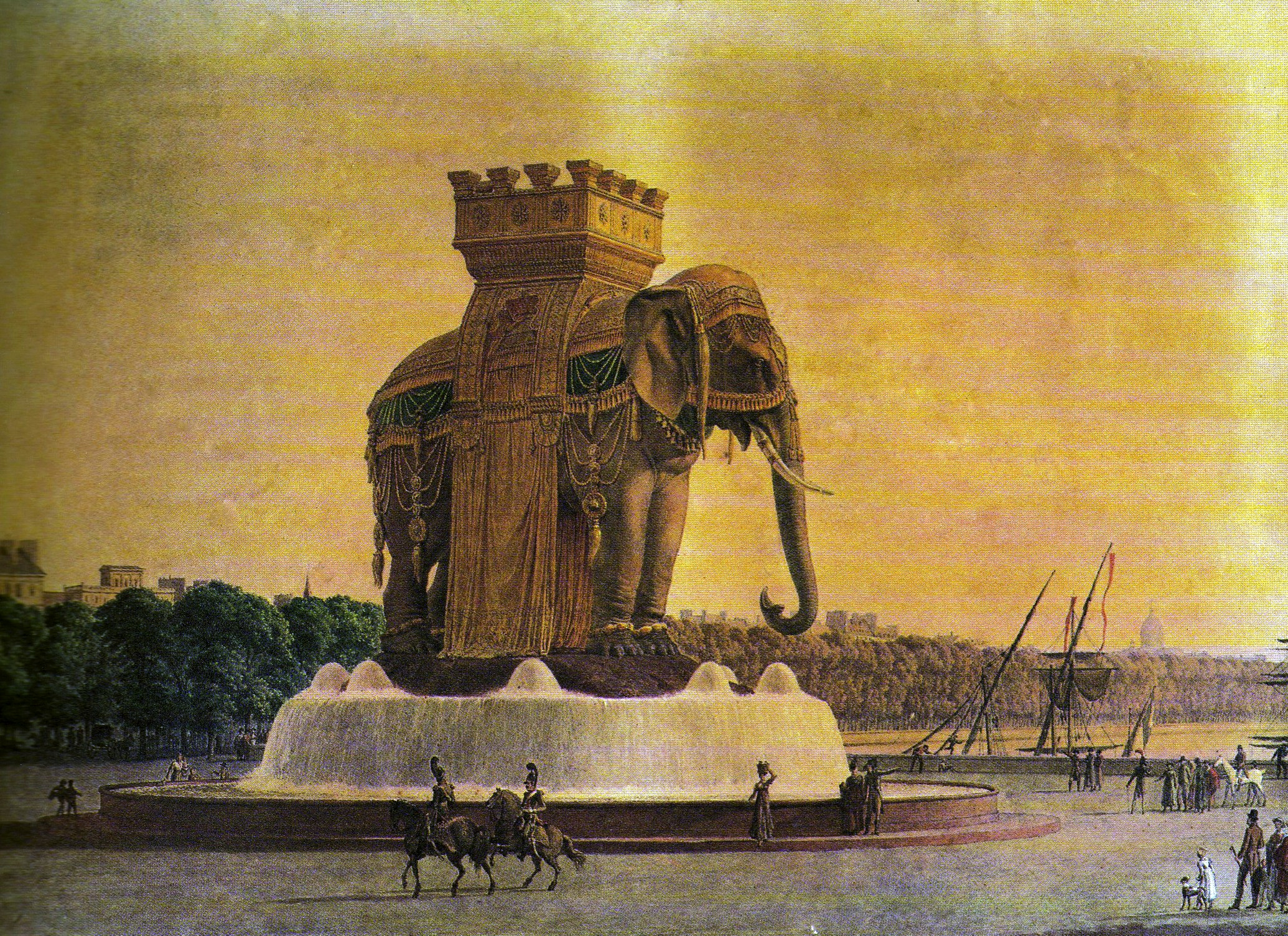
La fuente del elefante, proyecto de Alavoine (hacia 1813-1814). Museo Carnavalet).

El elefante de la Bastilla (en francés: éléphant de la Bastille) fue un proyecto ordenado por Napoleón de una fuente en París destinada a ornamentar la plaza de la Bastilla. Este proyecto tenía que estar coronado por una estatua colosal de un elefante que traería un howdah en forma de torre. 
A partir de 1812 se le encargó al arquitecto Jean-Antonie Alavoine, pero su realización se vio interrumpida por la caída de Napoleón y fue abandonado a partir de la Revolución de 1830 en favor de la columna de Julio. Tan solo se realizaron las infraestructuras, la base y el zócalo de la fuente entre 1810 y 1830. Todavía son visibles actualmente y son la base de la columna de Julio.
Nunca fue realizada la estatua en bronce pero se hizo un modelo en yeso a escala 1 levantado en 1814 y no se destruyó hasta 1846. Dicho modelo fue objeto de curiosidad y levantó numerosos comentarios, antes de que Victor Hugo lo inmortalizara en una escena de Los miserables poniendo en escena al joven Gavroche.